# Pastor rumano de Bucovina

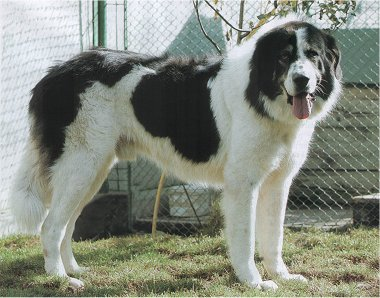

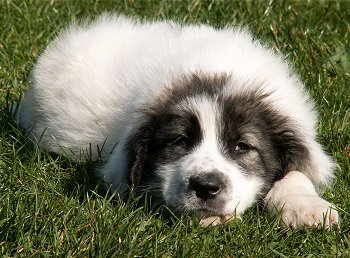
Cachorro de dos meses

El Pastor de Bucovina (en rumano: Ciobănesc de Bucovina) es una raza de mastín fuerte y rústica que durante siglos ha sido compañero de los pastores rumanos en los Cárpatos.
El propósito original por el cual se crea la raza era guardar y proteger los rebaños ante los depredadores (animales salvajes y ladrones de ganado), sin embargo ha llegado a ser una raza muy apreciada por personas de ciudad, quienes lo tienen como perros guardianes y mascotas, gracias a su temperamento equilibrado y la amabilidad y el cuidado que tienen con niños pequeños.
Hay tres variedades en la raza: el Mioritic (antes llamado Barac), Carpatin (antes llamado Zăvod) y el Bucovina Shepherd. En la FCI, esta raza es conocida como Romanian Bucovina Shepherd.